# 八代祐吉
八代 祐吉（やつしろ / やしろ すけよし、1890年〈明治23年〉2月1日 - 1942年〈昭和17年〉2月1日）は、日本の海軍軍人、最終階級は海軍中将。従四位、勲三等。

## 経歴
1890年（明治23年）、鹿児島県姶良郡加治木町（現在の姶良市）に生まれる。海兵40期。龍田、球磨、熊野、那智の各艦長を務めた後、1940年（昭和15年）11月、海軍少将に進級し、軍令部出仕となる。翌1941年（昭和16年）1月、第六根拠地隊（クェゼリン）司令官に着任。同地で太平洋戦争を迎えることになる。1942年（昭和17年）2月1日、マーシャル・ギルバート諸島機動空襲による米機動部隊の攻撃を受け、戦死。太平洋戦争での最初の海軍の将官の戦死者となった。戦死後に海軍中将に特進した。

## 参考資料
- 外山操編『陸海軍将官人事総覧 海軍篇』芙蓉書房出版、1981年。
- 福川秀樹『日本陸海軍人名辞典』芙蓉書房出版、1999年。
- 福川秀樹『日本海軍将官辞典』芙蓉書房出版、2000年。
- 坂本正器・福川秀樹『日本海軍編制事典』芙蓉書房出版、2003年。
- 『日本海軍士官総覧』柏書房、2003年。